# Konkordans
Konkordans (medeltidslatin: concordantia, 'överensstämmighet') är ett begrepp för samstämmighet i ett antal olika vetenskapliga sammanhang. Konkordans kan även syfta på en alfabetisk listning av (samstämmiga) ord.

## Olika samstämmigheter

### Genetik
Som medicinskt begrepp syftar ordet konkordans på ett mått av ärftlighet, till exempel i vilken omfattning båda enäggstvillingar i en tvillingstudie får en viss ärftlig sjukdom. Olikheter mellan två tvillingar brukar benämnas diskordans.

### Geologi
Inom geologin syftar konkordans på en parallell lagring i en skiktserie, utan luckor i lagerföljden. Motsatsen benämns diskordans.

### Lingvistik
Inom lingvistiken syftar konkordansen på samstämmigheten mellan hur ett visst ord används i olika sammanhang, dess ordfrekvens eller olika ords samförekomster.
Ett vanligt sätt att presentera en konkordans är att olika förekomster av sökordet (eller -orden) är listade centrerat under varandra, med höger- och vänsterkontext, det vill säga ett antal ord före och efter sökordet. Språkbankens konkordansverktyg gör det möjligt att söka i svenska korpusar med många miljoner ord.

### Psykologi
Inom beteendeforskning och sexologi används konkordans (engelska concordance) om samstämmighet mellan upplevd identitet och faktiskt beteende. Motsatsen, diskordans, är förhållandet att en persons (sexuella) identitet inte motsvarar dess beteende. Begreppet används även i studier av sambandet mellan den kroppsliga reaktionen på ett stimulus och den medvetna uppfattningen. Motsatsen är här även känd som non-konkordans.

## Övriga betydelser
- Inom förlagsnäringen är en konkordans en alfabetisk lista över ord eller ting i ett visst sammanhang. En särskild form av detta är bibelkonkordans.
- Inom typografin är en konkordans (förkortat konk) en måttenhet. Det syftar på storleken av 4 cicero.